# Hay River Reserve

Hay River Reserve (também conhecida como K'atlodeeche, Katl'odeeche First Nation ou Hay River Dene 1) é uma Reserva Indígena dos Territórios do Noroeste, Canadá. Localiza-se na Região de South Slave composta pelo Povo Slavey, tendo uma população de 325 habitantes (sendo que 97,1% da população é composta por Primeiras Nações). As línguas mais faladas são o South Slave, Chipewyan e Inglês. 

## Ligações Externas
- Hay River Reserve